# 嘉定之战
嘉定之战，1274年（宋度宗咸淳十年、元世祖至元十一年）至1275年（宋恭帝德祐元年、元世祖至元十二年），宋元战争中，元朝军队攻破南宋嘉定府（今四川省乐山市）的作战。
1274年，忽必烈向南宋发起全面进攻，西蜀都元帅也速带儿、西川行枢密院事汪良臣等奉命率军攻西川嘉定府。也速带儿部将石抹不老以七十艘巨舰，载数千勇士，沿岷江而下，占据嘉定府上游。部将旦只儿在夹江县击败宋军的拦截。管軍万户速哥率水军在平康城和也速带儿会师，修寨坚守，又建怀远寨，扼守要害。都元帅纽璘之子也速答儿率三千精兵，至三龟（今乐山北）、九顶山（今乐山东）察看地形，击败宋军，斩首五百级。石抹不老率军在岷江红崖滩（今乐山东南）造浮桥，断绝宋军与外界联系，元军渡过岷江包围嘉定城。宋朝安抚昝万寿，依托三龟、九顶山，据险守城，坚守不出，双方相持数月。
1275年二月，元军万户秃满答儿跟随汪良臣攻九顶山，杀死宋朝都统侯兴。东路元军在丁家洲（今安徽省铜陵市东北）大败宋军，向建康府（今南京市）进发。南宋朝廷令各军入卫临安府（今杭州市），四川于是孤立无援。五月，汪良臣率军总攻嘉定。昝万寿坚守不战，汪良臣认为城外有伏兵，于是在城外山谷间进行大规模搜索，将宋朝伏兵歼灭。昝万寿率军出战，速哥从怀远寨出击，在麻平击败昝万寿。宋军损失慘重，昝万寿派部将李立奉书请降。西川行院副使忽敦率军抵达，在红崖滩与也速带儿会师。速哥守龙坝，挡住了宋军的水路增援。六月初一，昝万寿以嘉定、三龟、九顶、紫云（今四川省犍为县东南）诸城降元。宋朝的陈都统、鲜于团练率领水军出逃，被速哥和石抹不老追至大佛滩（今乐山大佛寺下），全军覆灭。宋朝的知叙州李演率军增援，得知嘉定已失，于是引兵撤退，在羊雅江遭遇元军，兵败被俘。